# 历史与阶级意识

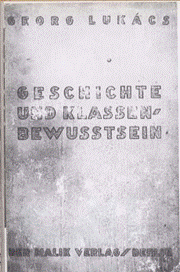
《历史与阶级意识：马克思主义辩证法研究》初版封面

《历史与阶级意识：关于马克思主义辩证法的研究》，简称《历史与阶级意识》，是匈牙利马克思主义哲学家卢卡奇·格奥尔格的主要著作，用德语写成，1923年于德国首次出版。该书收录卢卡奇在1919年—1922年写的8篇论文，反映当时国际共产主义运动出现的“左翼共产主义”倾向。
第一次世界大战后，资本主义面临严重危机。受俄国十月革命的影响，德国、匈牙利、意大利等国先后爆发无产阶级革命，但均以失败告终。在这种历史背景下，卢卡奇撰写这本书，系统地重新审视和解释马克思主义。该书将马克思主义视为一种社会理论，否定其自然科学基础，认为马克思的辩证法仅适用于社会历史领域，其核心在于主体与客体的相互作用以及理论与实践的统一。自然界只是“一个社会范畴”，而弗里德里希·恩格斯将辩证法扩展到自然界，提出“自然辩证法”，是受到黑格尔的错误引导。脱离人来讲“自然辩证法”必然会削弱辩证法的革命性。该书基于对辩证法的这种理解，重点分析资本主义的物化现象。卢卡奇认为，物化是生活在资本主义社会中的每个人直接面对的现实。社会分工和商品经济的发展使人们逐渐陷入彼此隔离的状态，人与人之间的关系变成物与物的关系，导致人们只关注眼前的金钱和商品，忽视社会历史的进程，从而丧失改变社会现实的革命主动性和创造精神。为了重新激发人们的革命精神，卢卡奇借用黑格尔的“总体性”概念，以改变人们的思维方式。在卢卡奇看来，只有总体性概念，强调整体对部分的优先性，才能克服狭隘的经验主义，把现实理解为一个历史过程。只有无产阶级这一既是主体又是客体的阶级，才能理解和掌握总体性辩证法。在资本主义物化意识的笼罩下，无产阶级作为“同一的主体—客体”，必须以自觉的“阶级意识”为指导，才能承担起从总体上认识和改造社会的历史任务。要“渴望总体性”，在无产阶级政党的领导下采取革命行动，夺取包含在资本主义总体中的国家政权。此外，该书还强调革命斗争实践和意识在历史发展中的重要作用。然而，该书将人视为社会历史的抽象主体，将物化与异化混为一谈，对总体性的理解也受到“黑格尔主义”的影响。该书所表现出来的思想被认为是“黑格尔主义的马克思主义”的一种。
《历史与阶级意识》出版后，很快遭到共产国际的批判，卢卡奇因此被撤销在匈牙利国共产党中的领导职务。然而，这本书在当时，尤其是在第二次世界大战后，在国际理论界产生 相当大的影响。因此，卢卡奇被视为“西方马克思主义” 的创始人（尽管他本人不承认这点）。尽管卢卡奇在1967年再版的序言中对书中的某些观点进行自我批评，但其基本思想依然保持不变，并且至今仍受到一些人的推崇。